# Storia dell'embriologia
Le conoscenze che oggi possediamo riguardo all'embriologia sono state conquistate anno dopo anno non senza difficoltà seguendo un percorso particolarmente impervio. Partendo da supposizioni fantasiose e procedendo, con il passare del tempo, con analisi e osservazioni sempre più precise, si è acquisita oggi una conoscenza accurata del processo di formazione ed evoluzione dell'embrione.
Tali conoscenze sono convogliate a formare la disciplina scientifica denominata biologia dello sviluppo.

## Le origini
Riguardo alle origini preistoriche dell'embriologia, a causa di documentazioni particolarmente povere, si può solamente risalire ad alcune supposizioni fatte grazie ad antiche tradizioni popolari entrate tardi in contatto con la civiltà: per esempio, si ignorava la relazione tra il rapporto sessuale e la gravidanza e si supponeva che il parto fosse dovuto allo spirito di un antenato che tornava a vivere, ad un cibo che aveva fatto entrare nel ventre della donna l'anima di un animale o al potere fecondativo di pietre, piante, degli elementi naturali o dei pianeti (si pensava che anche il sole influisse sulla gravidanza come accadeva per la crescita delle piante). Tuttavia, grazie ad alcuni manoscritti ritrovati in India e in Egitto, sappiamo che alcuni avevano intuito tale collegamento: si suppone infatti che l'embrione derivi dall'unione del seme maschile e dal sangue mestruale femminile (o secondo alcuni testi dal seme femminile emesso durante l'amplesso). Inoltre, il conteggio dei mesi iniziava solo quando il ventre della donna cominciava ad essere più visibile e vi era l'esclusione totale del padre e si considerava solo l'ereditarietà materna dei caratteri.

## In Grecia (VI - V secolo a.C.)

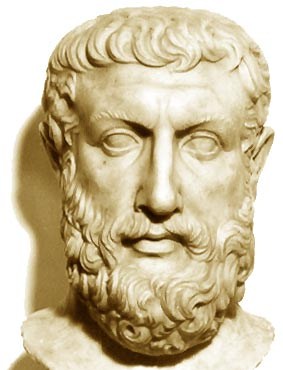
Parmenide.

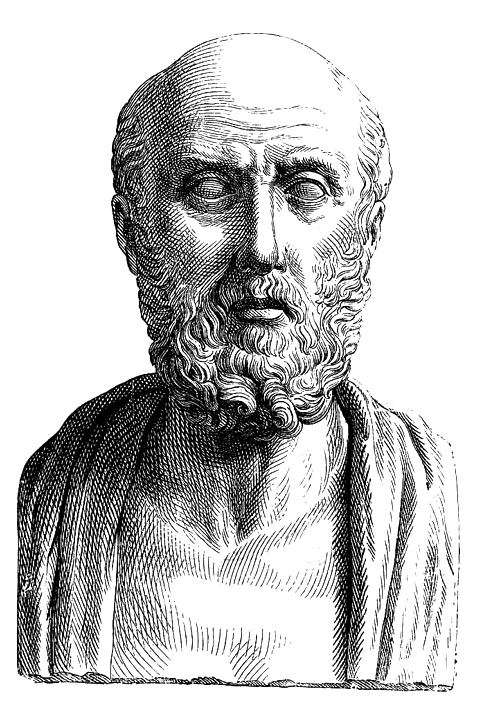
Ippocrate di Coo.

Con la nascita della filosofia presocratica e la liberazione dello studio della natura dalle influenze mitiche, gli studiosi delle scienze cominciano a proporre soluzioni basate su intuizioni riguardanti problemi quali la nascita dell'universo ed il perché della vita (anche grazie ai contributi provenienti da Egitto, India, Asia Minore e Cina). Alcuni tra i più grandi filosofi iniziano ad interrogarsi su come un uomo possa riprodursi e sullo sviluppo dell'embrione nel ventre materno:
- Secondo Parmenide (scuola eleatica) il seme dell'uomo e quello della donna si mescolano nell'utero dove inizia la lotta tra il principio maschile e quello femminile per imprimere il sesso al nascituro. Entrambi i principii, comunque, sarebbero presenti unicamente nello sperma: nel testicolo destro il maschile e nel sinistro il principio femminile.
- Empedocle di Agrigento, invece, ricerca delle somiglianze tra l'uomo e i semi delle piante, attribuendo la nascita del feto all'unione del seme maschile e del seme femminile attraverso l'amore.
- Con Alcmeone di Crotone l'osservazione si sposta al mondo animale. Il filosofo propone, inoltre, il cervello come fonte del seme maschile (in quanto l'amplesso provocherebbe una violenta scossa nervosa), che scendendo lungo il corpo poi andrebbe ad unirsi nell'utero con quello femminile: nel momento dello scontro tra i due, quello presente in maggiore quantità avrebbe il compito di imprimere il sesso al nascituro. Compare, inoltre, per la prima volta, l'ipotesi che il feto si nutra nel ventre materno.
- Democrito, appartenente alla scuola atomistica, propone una nuova teoria: al momento della formazione del feto, le membra comuni del futuro essere umano verrebbero da uno dei due genitori indifferentemente mentre gli organi genitali solo da uno dei due: infatti, il seme femminile e lo sperma sarebbero formati da atomi staccatisi dalle diverse parti del corpo dei genitori (e questa sarebbe la spiegazione per la somiglianza del figlio ai genitori).
- Con Ippocrate si abbandona quella visione delle scienze in cui ancora dominava la filosofia e ci si concentra più sul malato nel ricercare costanti nelle patologie e trarne delle regole. Studiando gli apparati riproduttori degli animali, anche Ippocrate si sofferma sullo studio della formazione dell'embrione: lo sperma deriverebbe da tutte le parti del corpo del padre, in quanto nel momento dell'amplesso tutti i liquidi corporei entrerebbero in agitazione (e questo conferirebbe anche l'aspetto schiumoso) e si riverserebbero nel midollo per giungere sino ai reni e poi ai testicoli, aventi la funzione di emetterlo. La mescolanza dei due semi porta, quindi, la formazione, nel ventre della donna, di una massa che con il passare del tempo si riscalda e cresce (come il pane durante la lievitazione) e si gonfia lentamente, dando origine alle membrane fetali: in pochi giorni il feto presenterebbe già tutte le parti del corpo.
- Anche Aristotele si interroga sull'argomento, grazie alle intuizioni desunte dall'osservazione prolungata di alcuni animali: i due elementi alla base della procreazione sono il seme maschile (con la virtù formatrice) e il sangue mestruale (materia passiva e grezza), mentre il liquido femminile prodotto durante l'amplesso non avrebbe alcuna importanza.
- Galeno di Pergamo si concentra maggiormente sull'apparato genitale, attraverso numerose vivisezioni di animali, e, notando la somiglianza tra le ovaie e i testicoli, suppone una funzione simile: le ovaie avrebbero il compito di produrre il seme femminile durante l'amplesso.

## Età moderna
Superata la caduta dell'Impero romano d'Occidente e le invasioni barbariche che portarono alla distruzione delle opere di Galeno e videro di conseguenza il prevalere del pensiero di Aristotele, il 1543 si presentò come un anno cruciale per il pensiero scientifico, grazie alla pubblicazione del "De revolutionibus orbium coelestium" di Niccolò Copernico e del "De humani corporis fabrica" di Andrea Vesalio. In quest'ultimo testo lo studioso evidenzia gli errori commessi da Galeno nel suo studio molto approssimativo dell'apparato genitale femminile, colmato successivamente da Gabriele Falloppia che nel suo "Observationes Anatomicae" registra una descrizione accurata di utero e ovaie (ritenendo comunque ancora che queste avessero una funzione analoga ai testicoli maschili).
Importantissimo fu anche l'influsso della rivoluzione galileiana, che pose l'accento sull'osservazione diretta, sulla formulazione di ipotesi e la verifica attraverso esperimenti. Ed è in questo contesto di rinnovamento scientifico che si può collocare il contributo di William Harvey che, oltre a dimostrare la circolazione sanguigna su base matematica, con il suo "De generatione animalium" nel 1651 introduce il metodo scientifico anche nello studio della procreazione. Attraverso l'osservazione di cerve gravide dissezionate in momenti differenti della gravidanza, notò che fino a qualche giorno dopo l'accoppiamento con il maschio non vi era presenza né nell'utero né nelle tube di alcun elemento germinale mentre con il passare del tempo poteva cominciarsi a notare una formazione: ipotizzò, quindi, che tutti gli esseri animali avessero principio da un uovo da cui poi era prodotto il feto. Prende piede così la tesi ovista: la femmina non produce alcun tipo di seme mentre quello maschile non supera il canale cervicale dell'utero ma in esso penetra solo una parte più volatile che porta alla fecondazione dell'utero stesso. Tuttavia, sebbene Harvey si fosse impegnato a creare una strada più sicura per la materia abolendo le teorie improbabili della mescolanza dei semi, la sua opera cadde ben presto nel silenzio.

## Teoria ovista

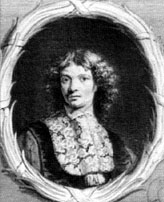
Regnier de Graaf.

Nel 1667 Niels Stensen propose per la prima volta la teoria che i cosiddetti testicoli femminili fossero dotati di uova e che i vivipari si riproducessero proprio attraverso queste, trasportate dalle ovaie nell'utero. Fu ripreso poi da Giovanni Van Horne, il quale, in una lettera a Wilhelm Rolfink, espresse l'idea che fossero proprio i testicoli femminili a fornire tutto il materiale ed illustrò la struttura dell'apparato riproduttore per rendere chiaro l'argomento e permettere l'evoluzione degli studi da parte di Regnier de Graaf che parlò, per la prima volta, degli "ova viviparum".
L'idea che gli esseri viventi si riproducessero attraverso delle uova, proposta da De Graaf, Van Horne e Stenone fu accolta con sospetto da alcuni studiosi e con entusiasmo da altri, i quali, coinvolti in quello che viene spesso definito il "furor sperimentandi", si dilettarono nel produrre numerose opere sull'argomento. Si pensi, per esempio, all'opuscolo di Thomas Theodor Kerkring "Anthropogenia ichnographia" nel quale l'autore espone i suoi studi al riguardo inserendo brillanti intuizioni (miste ad invenzioni fantasiose) tra le quali il fatto che le donne giunte all'età della pubertà produrrebero regolarmente uova, sia che esse siano coniugate o vergini, e le emetterebbero "nei primi giorni di mestruazione o negli impeti d'ira" (questa è la prima volta che viene instaurata una relazione tra il ciclo mestruale e l'ovulazione).

## Teoria preformista
Ma è Nuck, nel 1691, a proporre che i feti vadano cercati non nel seme virile ma negli ovuli e che questi procedano poi dal corno sinistro dell'utero nell'utero stesso. Anzi, esponente di quella che venne chiamata teoria preformista, dichiara che gli embrioni esisterebbero preformati già nell'uovo materno (e questo ricevette grande impulso grazie allo studio dell'uovo della gallina ad opera del Malpighi nel 1673). Malebranche va oltre la proposta di Nuck vedendo l'uomo già preformato nell'uovo materno e già dotato di ghiandole sessuali con all'interno i semi della generazione successiva.

## Scoperta degli spermatozoi e teoria animalculista

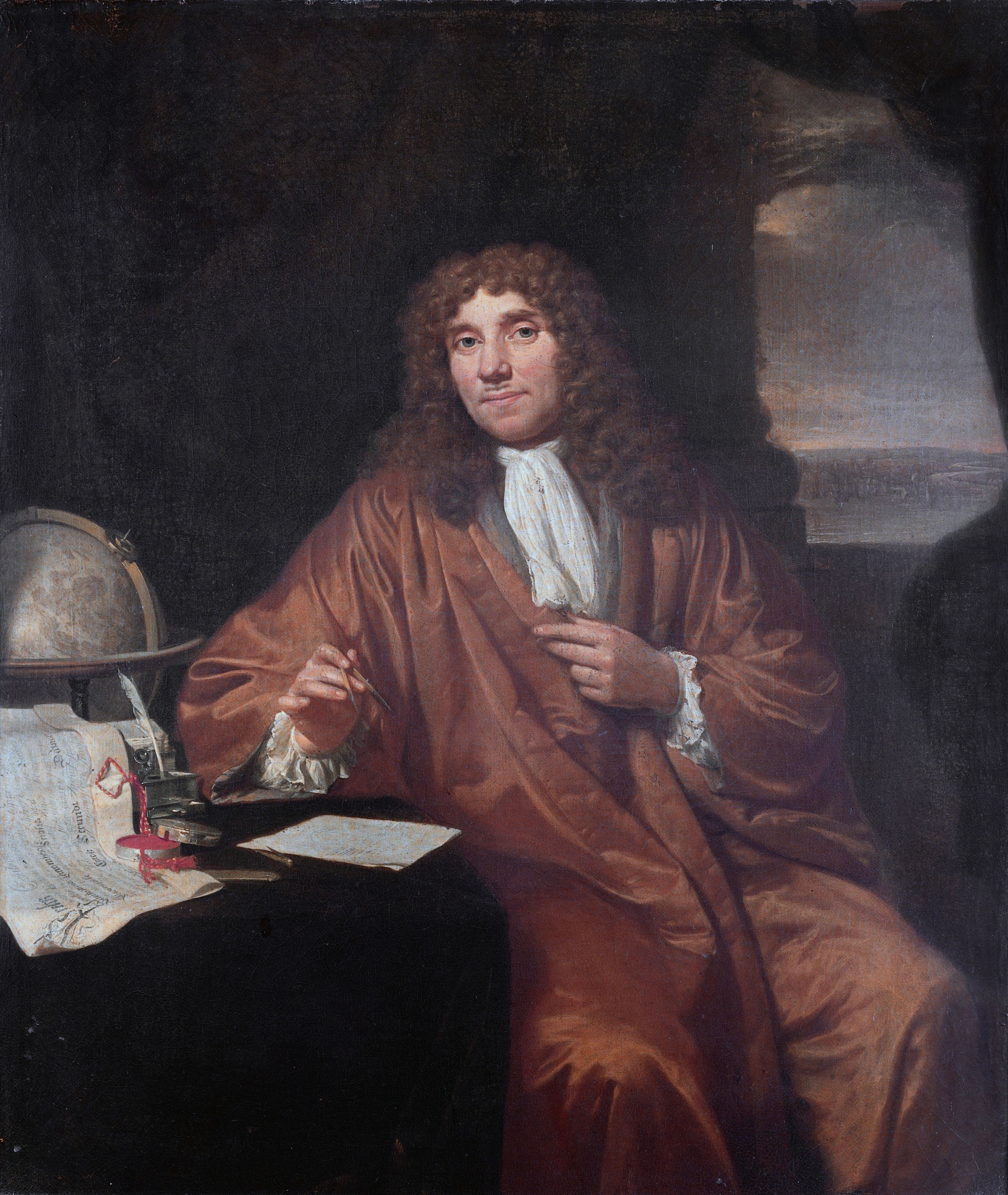
Antoni van Leeuwenhoek.

Nel 1677 si giunse alla scoperta degli spermatozoi grazie all'insaziabile curiosità dell'olandese Antonie Van Leeuwenhoek. La notizia della scoperta raggiunse gli altri studiosi solo attraverso la pubblicazione di alcune sue lettere. Analizzando al microscopio dello sperma, egli notò questi corpi rotondi, che chiamò animalculi, più piccoli dei globuli rossi e con un aculeo sulla parte posteriore cinque o sei volte più lunga del corpo. Leeuwenhoek propose quindi la teoria che l'embrione fosse collocato nella testa rotonda di questi corpuscoli: entrato nell'utero, lo sperma riceverebbe nutrimento dalla donna per dar vita proprio al futuro uomo. 
Queste ipotesi derivavano da esperimenti fatti su coniglie dove, appunto, nel liquido vaginale prelevato subito dopo il rapporto con il maschio, lo studioso aveva trovato non solo sperma, ma anche globuli che egli individuò come sostanze nutritive, ma che noi sappiamo essere cellule di sfaldamento vaginali. Egli inoltre individuò i testicoli come i produttori degli spermatozoi, i quali sarebbero già presenti dal momento del concepimento e solo intorno ai 14-16 anni comincerebbero a vivere e a raggiungere la maturità. Comunque, a favore del fatto che l'animalculo fosse effettivamente l'elemento attivo, individuò due tipi diversi di spermatozoi: quelli più rotondeggianti e piccoli, che avrebbero portato la formazione di un uomo, e quelli più grandi e ovoidali, per la donna. Le teorie dell'olandese, tuttavia, furono accolte con non poche difficoltà, in quanto si opponevano alla teoria ovista ormai largamente condivisa; ma Leeuwenhoek non volle neanche discutere di una possibile posizione intermedia. Proprio questa posizione, invece, a metà tra le due teorie, cominciava a farsi strada: fu Nicolas Andry, con la collaborazione di altri ricercatori, ad ipotizzare che lo spermatozoo penetrasse nell'uovo attraverso un forellino che egli stesso chiuderebbe con la sua coda impedendosi di uscire.

## La caccia alla nuova teoria
La teoria di Leeuwenhoek fu quindi velocemente dimenticata in quanto l'Olandese fu accusato di aver dedotto osservazioni fantasiose e discutibili utilizzando, tra l'altro, strumenti come il microscopio, in cui a quel tempo si riponeva ben poca fiducia. Gli spermatozoi furono quindi ben presto declassati a parassiti del seme maschile e si ritornò a preferire le teorie del De Graaf e dell'"aura seminalis". Molti medici, quindi, si lasciarono coinvolgere dall'interesse per l'argomento, ricercando quale fosse realmente il meccanismo che portasse al concepimento e ideando nuove ipotesi: 

### Le teorie di fine Seicento
- Franciscus Zypeus, per esempio, propose l'idea che fosse un movimento peristaltico a far staccare l'aura seminifera dallo sperma, una volta che questo era giunto in vagina, e che solo questo avrebbe portato alla rarefazione dell'umore contenuto nell'uovo per dar vita all'embrione;
- Caspar Bartholin, invece, propose che il seme maschile, giunto nell'utero, penetrasse nel sangue e solo grazie a questo entrasse in contatto con l'uovo: infatti la donna capiva di essere incinta a causa di un brivido che lei era in grado di avvertire quando lo sperma entrava nelle vene. Giovanni Alfonso Borelli, tuttavia, confuta la teoria di Bartholin: le vene, infatti, sono in grado di raccogliere solo sangue e non tutti i fluidi corporei e quelle dell'utero, in particolare, non si dirigono verso le ovaie ma verso i rami cruciali delle vene cave;
- J. Raulin espose un nuovo ragionamento che poneva le basi sullo studio dei gas, vedendo l'impossibilità di un qualunque contatto tra ovulo e sperma: le parti volatili del seme maschile, evaporando, sarebbero in grado di penetrare in tutte le membra del basso ventre della donna, mantenendo in un bagno di vapore le ovaie le quali, dilatando i pori posti sulla loro spessa membrana, verrebbero fecondate. Egli, però, propone questo metodo senza verificarlo, semplicemente accostando alla fisiologia gli studi che, all'epoca, stavano catturando maggior interesse.
- con Pieter Gerike si ha invece la teoria dell'assorbimento dell'aura seminifera da parte dei vasi linfatici vaginali e solo successivamente convogliata nel torrente circolatorio (per poi raggiungere le ovaie).

Solo una minima parte di studiosi riteneva che lo sperma entrasse direttamente in contatto con le uova, sebbene questa, in realtà, si mostrasse la teoria più semplice e meno fantasiosa.
Contemporaneamente un Italiano si pone con atteggiamento diverso rispetto alle diverse teorie: Marcello Malpighi nel 1681 propone i primi studi accurati sui corpi lutei, che altri avevano tralasciato, attribuendo loro attività di tipo endocrino. Finalmente la ricerca dell'uovo perse l'orientamento sbagliato di De Graaf (che lo aveva confuso per il follicolo) per incanalarsi verso la giusta rotta (per la scoperta dell'ovulo bisognerà aspettare ancora un secolo).

### Le nuove teorie su basi atomistiche
La seconda metà del Seicento vide il fiorire di una corrente filosofica denominata "neo-atomismo" che, come comprensibile dal nome, si rifaceva alle idee di Democrito, di Leucippo e alla loro visione atomistica del mondo. Questo fenomeno influì notevolmente anche sulla discussione ancora aperta riguardo allo sviluppo dell'embrione portando alla produzione delle più complesse teorie:
- Nathaniel Higmore descrisse lo sperma come l'unione di atomi spirituali, raccolti dal sangue, che costituivano la base necessaria per il nuovo essere. Riprendendo, infatti, il pensiero democriteo, egli presentò il feto come l'unione degli atomi di entrambi i genitori in cui però gli atomi derivanti dal padre, più raffinati, avevano il compito di costituire gli organi mentre quelli femminili dovevano fungere semplicemente da collante
- De Caux riprende l'idea degli atomi spirituali ma aggiunge al pensiero del predecessore il particolare che, nei testicoli maschili, gli atomi, induriti, ricevano già l'impronta di una metà dell'organo che andranno a formare: l'altra metà sarà compito della madre. È nelle ovaie che avviene poi l'incontro tra queste forme e le metà si saldano grazie alle vibrazioni solari che il nostro corpo assorbe.

Un solo merito si può attribuire, però, a queste nuove teorie: esse cominciarono, infatti, a porre l'attenzione su elementi molto piccoli che poi si scoprirono essere le cellule. 

## L'intervento di Lazzaro Spallanzani

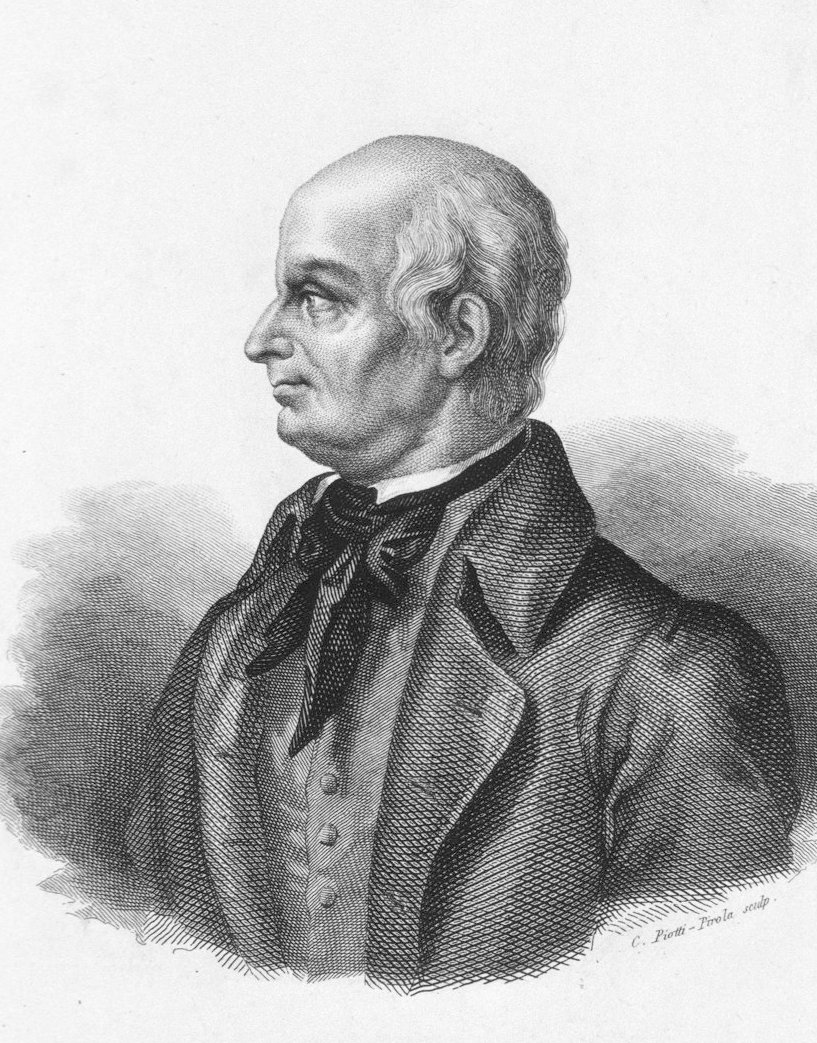
Lazzaro Spallanzani.

Fu compito dell'italiano Lazzaro Spallanzani quello di segnare le vie sulle quali si sarebbero mossi gli studiosi del XIX secolo. Egli era tendenzialmente un sostenitore della tesi ovista ma, spinto dalla voglia di conoscenza, decise di eseguire una serie di esperimenti per verificare cosa succedesse esattamente nel momento della fecondazione senza lasciarsi influenzare dalle altre teorie. Divise il proprio lavoro in due fasi: 
- lo studio dei "vermicelli spermatici"
- il meccanismo della fecondazione.

Si dedicò particolarmente alla prima fase dove, prelevando un grande quantitativo di sperma di rospo studiò la sopravvivenza dei vermicelli legata al passare del tempo e al variare della temperatura (e notando, appunto, che questi morivano con il passare dei giorni e con temperature molto alte). Si sorprese nel constatare che, se il liquido spermatico veniva sottoposto a temperature bassissime, una volta scongelato, conservava tutte le caratteristiche presenti pochi minuti dopo il prelievo. Per quanto riguarda, invece, lo studio della seconda fase, egli cercò di verificare se questi "vermicelli" fossero veramente legati alla fecondazione: sottopose delle uova di rana al liquido che egli credeva di aver privato totalmente dei vermicelli grazie ad un'abbondante diluizione in acqua e a violente scosse, provocate con lo scuotimento del contenitore in cui era conservata la soluzione e vide che le uova venivano comunque fecondate anche se in numero molto inferiore al normale. Fece un nuovo esperimento filtrando questa volta la soluzione di acqua e sperma e notò che mentre il residuo del filtraggio fecondava le uova, la soluzione non aveva nessun effetto su di esse. Da questi esperimenti si giunse quanto meno al risultato che, per dar vita al nuovo essere, le uova devono entrare in contatto diretto con il liquido e che quindi la semplice aura seminale non ha alcun effetto. A questo proposito eseguì un altro esperimento in cui le uova erano soggette solo ai vapori dello sperma e Spallanzani poté chiaramente constatare che queste rimasero sterili.

## La svolta decisiva: Prevost e Dumas

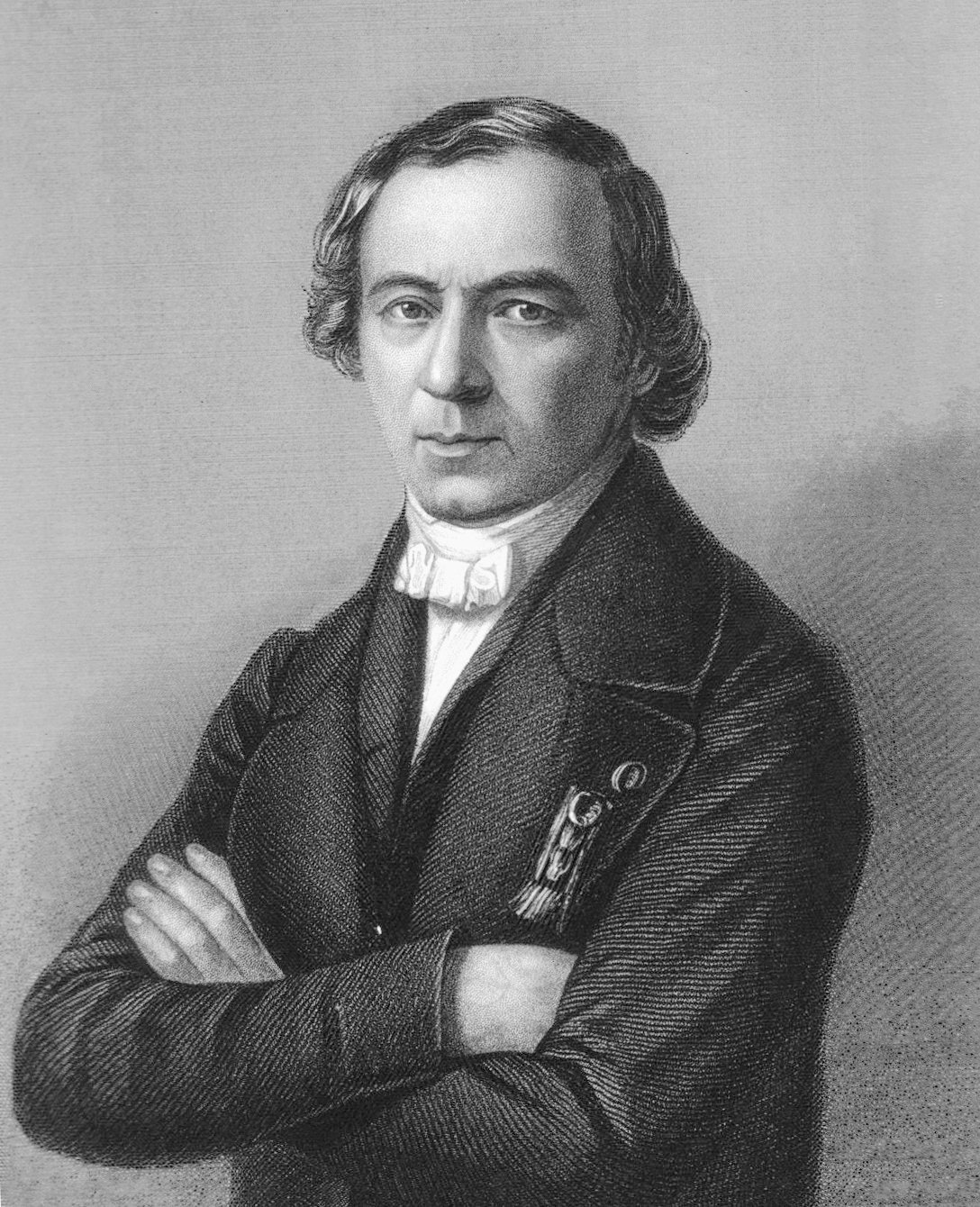
Jean-Baptiste André Dumas

Solo nel 1824 si ha la svolta decisiva riguardo alla fisiologia della riproduzione ad opera di Jean-Louis Prévost e Jean-Baptiste André Dumas: decisi a eseguire, sulla scia di Spallanzani, una serie di esperimenti senza lasciarsi influenzare dalle diverse correnti di pensiero, esaminarono, fase per fase, ogni possibile particolare per trarre solo sulla base delle loro osservazioni delle oggettive conclusioni.
Iniziarono con l'osservare l'apparato riproduttore maschile e verificarono che gli spermatozoi fossero effettivamente prodotti dal testicolo e che fossero degli esseri realmente viventi. Seguirono, inoltre, l'evolversi dell'uovo di rana fecondato fino allo stadio di morula, puntando l'attenzione sulla membrana ovulare e sul muco che la ricopre e ponendosi il problema se questo strato potesse lasciar passare o no molecole di una certa dimensione: immergendo l'uovo nell'inchiostro e successivamente lavandolo, si vide che questo era giunto sino alla membrana ovulare. In più, osservando attentamente l'uovo fecondato al microscopio osservarono che gli spermatozoi erano stati in grado di superare la barriera del muco. 
Per i cosiddetti vermicelli sembrava giunto quasi il momento di veder loro riconosciuto un ruolo rilevante nella fecondazione, ma i due studiosi li sottoposero ancora ad altri esperimenti: ripercorrendo a grandi linee quelli dello Spallanzani, uccisero tutti gli spermatozoi, presenti in una certa quantità di sperma prelevato, mediante delle scosse elettriche e le uova sottoposte a questo liquido rimasero sterili. Inoltre, in una seconda esperienza, filtrando anche loro il fluido, con cura di non lasciar dentro nessun vermicello, sottoposero altre uova al nuovo liquido non ottenendo alcuna fecondazione.
Stabilito, quindi, che la vita del feto dipende unicamente all'incontro dell'uovo con lo spermatozoo, c'era ancora da definire dove questi si incontrino. Anche per rispondere a questo secondo quesito, gli esperimenti eseguiti dai due studiosi furono veramente tanti e portarono alla conclusione che la fecondazione avviene in un secondo momento rispetto all'unione. Inoltre, ispezionate numerose coniglie, furono in grado di stabilire che questo incontro avviene nelle tube o nell'utero, mentre gli spermatozoi non sono in grado di giungere nelle ovaie. Rimaneva ormai un solo interrogativo: dove si trovasse l'uovo della donna. Riuscirono ad ispezionare una donna morta durante la prima settimana di gravidanza e ritrovarono effettivamente la blastocisti in una delle tube e grazie all'esame di questa individuarono la posizione dell'uovo all'interno del follicolo.

## La "Risoluzione del caso"
- Successivamente Karl von Baer nel 1827 nel suo "de ovi mammalium epistola" descrive la blastocisti reperita nell'utero di una donna affermando di aver già individuato da tempo le uova nei follicoli, visibili in esso come un puntino minuscolo giallo pallido. Inoltre, è proprio a quest'uomo che dobbiamo il nome di "spermatozoi" che andò a sostituire "animalculi" o "vermicelli" (nome in realtà attribuito impropriamente a causa della collocazione di questi esseri nel gruppo delle cercarie).
- Nel 1838 Theodor Schwann individuò come principio universale per lo sviluppo degli organismi la formazione delle cellule, grazie anche all'osservazione attenta del tedesco Matthaeus Schleiden che notò che il tessuto delle piante era, appunto, costituito di questo mattoncini piccolissimi.
- Con Rudolf Albert Kolliker si giunge ad individuare la simmetria tra ovulo e spermatozoi e tra ovaie e testicoli e si confermò la natura cellulare degli spermatozoi.
- Nel 1875 Wilhelm Hertwig parlò finalmente di fecondazione come della fusione del nucleo dello spermatozoo e di quello dell'ovulo, riprendendo sorprendentemente ciò che aveva già preannunciato molto prima la voce poco autorevole di Leeuwenhoek.